# Henri Debehogne
Henri Debehogne (1928-2007) fue un astrónomo belga que trabajaba en el Real Observatorio de Bélgica, en Uccle, especializado en cometas y asteroides. Descubrió más de 700 asteroides, incluyendo dos troyanos, uno de ellos en colaboración con Eric Walter Elst.
En su honor fue denominado el asteroide (2359) Debehogne.